# Echinochloa lacunaria
Echinochloa lacunaria är en gräsart som först beskrevs av Ferdinand von Mueller, och fick sitt nu gällande namn av Edmund Michael och Joyce Winifred Vickery. Echinochloa lacunaria ingår i släktet hönshirser, och familjen gräs. Inga underarter finns listade i Catalogue of Life.